# Leucochlaena seposita
Leucochlaena seposita är en fjärilsart som beskrevs av Turati 1921. Leucochlaena seposita ingår i släktet Leucochlaena och familjen nattflyn. Inga underarter finns listade i Catalogue of Life.